# Kolonnawa
Kolonnawa ist eine Gemeinde (Urban Council) in Sri Lanka mit 60.044 Einwohnern (2012). Sie liegt in der Westprovinz, und grenzt im Osten an die Hauptstadt Colombo. 

## Gliederung
Kolonnawa ist in folgende Wards gegliedert:
- Kolonnawa
- Orugodawatte
- Wellampitiya

## Bevölkerung
Die Bevölkerung ist ethnisch gemischt und bestand bei der Volkszählung 2012 zu knapp 67 Prozent aus Singhalesen, 21 Prozent Moors und 8 Prozent Sri-Lanka-Tamilen. Religiös bestand sie zu ca. 65 Prozent aus Anhängern des Buddhismus, gefolgt von Muslimen, Hindus und Christen.